# Stéphane Morata
Stéphane Morata, född 1977, fransk fysiker och amatörastronom.
Minor Planet Center listar honom som S. Morata och som upptäckare av 1 asteroid.
Tillsammans med Didier Morata upptäckte han asteroiden 9117 Aude den 27 mars 1997.
Asteroiden 14643 Morata är uppkallad efter honom och Didier Morata.